# チャワンタケ目
チャワンタケ目は子嚢菌門チャワンタケ網に属する菌類の一群である。古典的分類では盤菌網に属していた。2008年の時点で、16科199属1683種が含まれるとされる。アミガサタケやトリュフなども、この目に含まれる。
腐生・菌根形成・寄生などを行う。地上・樹木の材や葉の上・動物の糞上などで生育する。

## 下位分類
- スイライカビ科 Ascobolaceae
- アスコデスミス科 Ascodesmidaceae
- キチャワンタケ科 Caloscyphaceae
- カルボミケス科 Carbomycetaceae
- キリノミタケ科 Chorioactidaceae
- フクロシトネタケ科 Discinaceae
- グラズィエラ科 Glaziellaceae
- ノボリリュウ科 Helvellaceae
- カルステネラ科 Karstenellaceae
- アミガサタケ科 Morchellaceae
- チャワンタケ科 Pezizaceae
- ピロネマ科 Pyronemataceae
- ツチクラゲ科 Rhizinaceae
- ベニチャワンタケ科 Sarcoscyphaceae
- クロチャワンタケ科 Sarcosomataceae
- セイヨウショウロ科 Tuberaceae

## 文献
1. ↑  Kirk PM, Cannon PF, Minter DW, Stalpers JA. (2008). Dictionary of the Fungi. 10th ed. Wallingford: CABI. p. 512. ISBN 0-85199-826-7